# Jochen Rindt
Karl Jochen Rindt (Mainz, 18 april 1942 – Monza, 5 september 1970) was een autocoureur. Als wees met de Duitse nationaliteit groeide hij bij zijn grootouders in Graz op en reed hij met een Oostenrijkse licentie. Rindt verongelukte tijdens de training voor de Grand Prix Formule 1 van Italië 1970. Rindt had echter zo'n grote voorsprong in het kampioenschap dat hij toch postuum wereldkampioen Formule 1 werd in 1970.

## Carrière
Rindt brak als autocoureur door in 1964, door met een privé-Brabham een belangrijke Formule 2-race te winnen. Datzelfde jaar maakte hij zijn Formule 1-debuut op het circuit van Zeltweg tekende hij voor 1965 bij het veelbelovende Cooper-team, en deed hij ook voor het eerst mee aan de 24 uur van Le Mans samen met de Brit David Piper met een Ferrari 250. Ze vielen dat jaar als eerste uit. In 1965 won Rindt samen met de Amerikaan Masten Gregory de 24 uur van Le Mans in een Ferrari 275, maar de resultaten waren echter in de Formule 1 teleurstellend, hij behaalde in het eerste volledige seizoen maar 4 punten en eindigde op de dertiende plaats in de eindklassering van het seizoen. De hoogste klassering van het seizoen 1965 was de vierde plaats bij Grand Prix van Duitsland op het circuit de Nürburgring. Zijn eerste podiumplaats van zijn Formule-1 carrière was in het seizoen 1966 bij de Grand Prix van België op het circuit Spa-Francorchamps: een tweede plaats achter John Surtees met zijn Ferrari; als derde eindigde toen Lorenzo Bandini met eveneens een Ferrari. Uiteindelijk behaalde hij een derde plaats in het eindklassement achter John Surtees en de wereldkampioen van het seizoen 1966 Jack Brabham met zijn Brabham. In 1966 kwam hij voor de derde keer aan de start van de 24 van Le Mans samen met de Brit Innes Ireland in een Ford GT40. Rindt haalde net als in 1964 de eindstreep niet. Hij behaalde in de Formule 1 drie keer het podium, twee keer een tweede plaats en een keer de derde plaats. Het seizoen 1967 was een teleurstellend seizoen: hij reed twee keer naar de vierde plaats, behaalde maar vijf punten en eindigde als twaalfde in het eindklassement. Hij deed ook mee aan de Indy 500, waarin hij als 24e eindigde. 

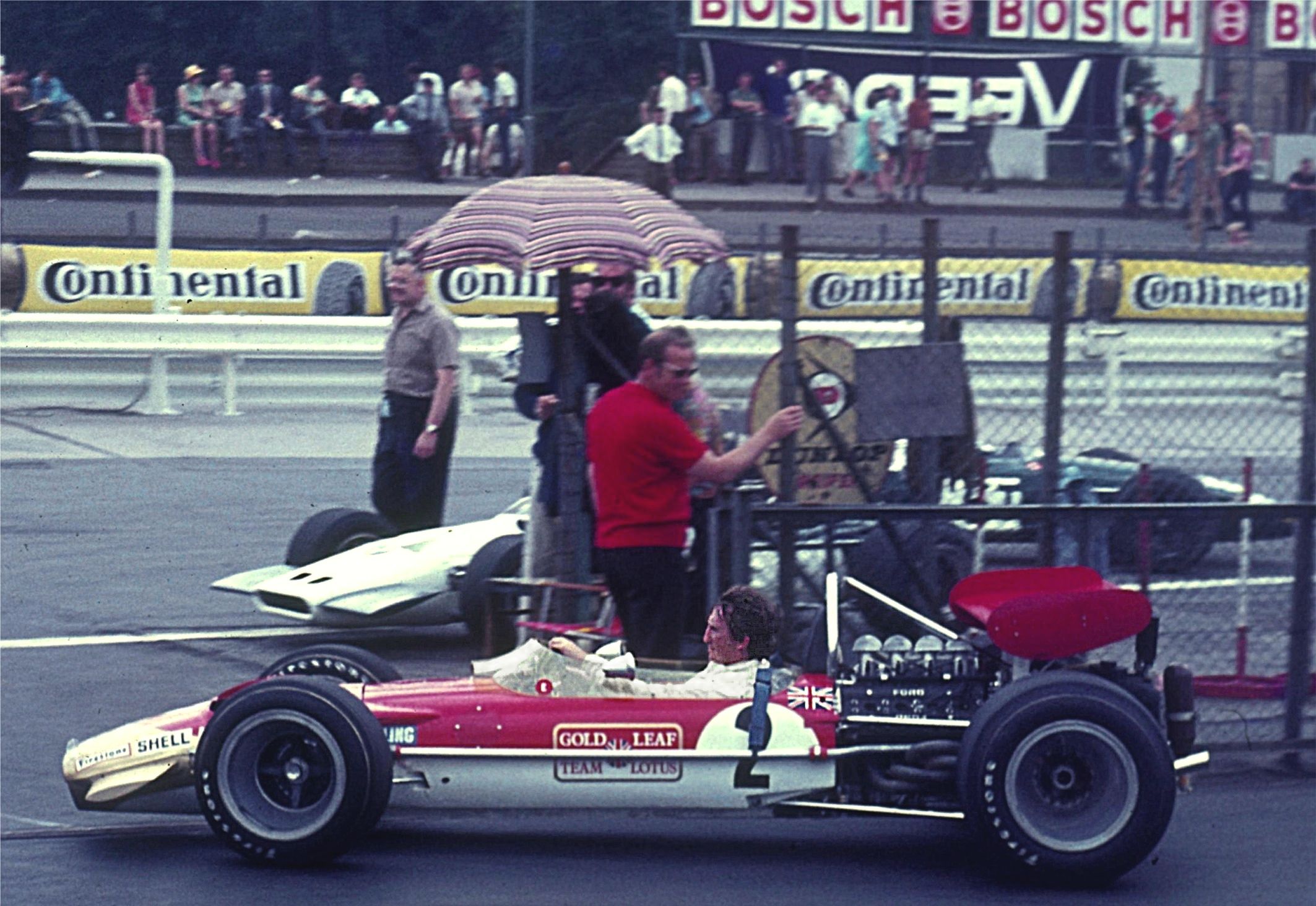
Jochen Rindt op de Nürburgring in 1969

In 1968 stapte Rindt over naar Brabham, waar hij bij de eerste Grand Prix van het seizoen de derde plaats behaalde. Tijdens de zesde Grand Prix van seizoen op het circuit van Rouen behaalde hij zijn eerste pole position, maar viel uit wegens een kapotte benzinetank. Hij behaalde in dat seizoen nog één keer pole position en ook nog één keer de derde plaats. Eind 1968 stapte Rindt over naar Lotus wat een goede keus zou zijn. Bij zijn tweede deelname aan de Indy 500 in 1968 eindigde hij op een 32e plaats. Zijn eerste overwinning behaalde hij bij de GP in de Verenigde Staten op het circuit van Watkins Glen International in het seizoen 1969. Hij bereikte uiteindelijk daarnaast nog 2x het podium met een tweede plaats en een derde plaats. Uiteindelijk werd hij vierde in het eindklassement met 22 punten; derde werd Bruce McLaren met zijn McLaren; tweede werd de Belg Jacky Ickx in de Brabham en wereldkampioen werd Jackie Stewart met de Matra.

## Ongekroonde kampioen
In 1970 won Rindt nog vijf races en drie maal een pole position, waaronder op verrassende wijze de Grand Prix van Monaco. Tijdens de trainingen voor de Italiaanse Grand Prix op het circuit van Monza raakte Rindt voor de laatste bocht echter van de baan. De vangrails waren niet berekend op de revolutionaire lage voorvleugel van de Lotus en de wagen schoof grotendeels onder de afbakening door. Rindt stierf op weg naar het ziekenhuis. In de resterende races haalde geen andere coureur voldoende punten om Rindt in te halen. Zo werd Rindt de eerste, en vooralsnog enige, coureur in de geschiedenis die postuum de wereldtitel in de Formule 1 veroverde.
Rindt, de Amerikaan Phil Hill, de Spanjaard Fernando Alonso en de Britten Mike Hawthorn en Graham Hill (die ook nog de Indianapolis 500 won), zijn de enige vijf coureurs die zowel in de Formule 1-kampioen zijn geworden als de 24 uur van Le Mans hebben gewonnen. Waarmee ze ook twee onderdelen van de Triple Crown hebben behaald.

## Formule 1 resultaten
| Seizoen | Team                   | Chassis      | Races | Over- winningen | Pole Positions | Podiums | Punten  | Rang |
| ------- | ---------------------- | ------------ | ----- | --------------- | -------------- | ------- | ------- | ---- |
| 1964    | Rob Walker Racing Team | Brabham BT11 | 1     | 0               | 0              | 0       | 0       | -    |
| 1965    | Cooper                 | T77          | 10    | 0               | 0              | 0       | 4       | 13   |
| 1966    | Cooper                 | T81          | 9     | 0               | 0              | 3       | 22 (24) | 3    |
| 1967    | Cooper                 | T86          | 10    | 0               | 0              | 0       | 6       | 13   |
| 1968    | Brabham                | BT26         | 12    | 0               | 2              | 2       | 8       | 12   |
| 1969    | Lotus                  | 49B          | 10    | 1               | 5              | 3       | 22      | 4    |
| 1970    | Lotus                  | 72C          | 9     | 5               | 3              | 5       | 45      | 1    |

### Overwinningen
| Nr. | Grand Prix                         | Jaar | Team  |
| --- | ---------------------------------- | ---- | ----- |
| 1   | Grand Prix van de Verenigde Staten | 1969 | Lotus |
| 2   | Grand Prix van Monaco              | 1970 | Lotus |
| 3   | Grand Prix van Nederland           | 1970 | Lotus |
| 4   | Grand Prix van Frankrijk           | 1970 | Lotus |
| 5   | Grand Prix van Groot-Brittannië    | 1970 | Lotus |
| 6   | Grand Prix van Duitsland           | 1970 | Lotus |

- 1950 G. Farina
- 1951 J. M. Fangio
- 1952 A. Ascari
- 1953 A. Ascari
- 1954 J. M. Fangio
- 1955 J. M. Fangio
- 1956 J. M. Fangio
- 1957 J. M. Fangio
- 1958 M. Hawthorn
- 1959 J. Brabham
- 1960 J. Brabham
- 1961 P. Hill
- 1962 G. Hill
- 1963 J. Clark
- 1964 J. Surtees
- 1965 J. Clark
- 1966 J. Brabham
- 1967 D. Hulme
- 1968 G. Hill
- 1969 J. Stewart
- 1970 J. Rindt
- 1971 J. Stewart
- 1972 E. Fittipaldi
- 1973 J. Stewart
- 1974 E. Fittipaldi
- 1975 N. Lauda
- 1976 J. Hunt
- 1977 N. Lauda
- 1978 M. Andretti
- 1979 J. Scheckter
- 1980 A. Jones
- 1981 N. Piquet
- 1982 K. Rosberg
- 1983 N. Piquet
- 1984 N. Lauda
- 1985 A. Prost
- 1986 A. Prost
- 1987 N. Piquet
- 1988 A. Senna
- 1989 A. Prost
- 1990 A. Senna
- 1991 A. Senna
- 1992 N. Mansell
- 1993 A. Prost
- 1994 M. Schumacher
- 1995 M. Schumacher
- 1996 D. Hill
- 1997 J. Villeneuve
- 1998 M. Häkkinen
- 1999 M. Häkkinen
- 2000 M. Schumacher
- 2001 M. Schumacher
- 2002 M. Schumacher
- 2003 M. Schumacher
- 2004 M. Schumacher
- 2005 F. Alonso
- 2006 F. Alonso
- 2007 K. Räikkönen
- 2008 L. Hamilton
- 2009 J. Button
- 2010 S. Vettel
- 2011 S. Vettel
- 2012 S. Vettel
- 2013 S. Vettel
- 2014 L. Hamilton
- 2015 L. Hamilton
- 2016 N. Rosberg
- 2017 L. Hamilton
- 2018 L. Hamilton
- 2019 L. Hamilton
- 2020 L. Hamilton
- 2021 M. Verstappen
- 2022 M. Verstappen
- 2023 M. Verstappen
- 2024 M. Verstappen